# Segunda Guerra Calchaquí
La Segunda Guerra Calchaquí, también conocida como el Gran Alzamiento o el Gran Alzamiento Diaguita, fue una sucesión de enfrentamientos bélicos entre la Confederación diaguita y el Imperio Español entre los años 1631 y 1643. Las guerras tuvieron lugar en la región de Tucma, ubicada en el noroeste del actual territorio argentino, donde actualmente se encuentran las provincias de Salta, Tucumán Catamarca y La Rioja. El jefe militar diaguita fue Juan de Chalimín, curaca de los Malfines, y del lado español Felipe de Albornoz, gobernador del Tucumán.

## Causas
Montes indica que las causas de fondo de la Segunda Guerra Calchaquí se encuentran en las maniobras de los encomenderos y estancieros ganaderos para destruir los poblados indígenas basados en la agricultura, que estaban establecidos en las tierras más fértiles, con el fin de quedarse con las mismas y reclutar mano de obra semiesclava o directamente esclava, bajo condiciones de extrema explotación, al punto de estar produciendo la gradual extinción de los pueblos originarios. Los castigos a los «indios rebeldes» alcanzaban extrema crueldad, recurriendo a mutilaciones y asesinatos, como establecía el siguiente «Nombramiento» de 1583:

Y mandeis hacer ejemplar castigo... procediendo contra ellos de palabra como capitán en campo cortándoles narices, orejas y dedos, y desjarretándolos o dándoles muerte natural o corporal, conforme a la gravedad de sus delitos y ante todas cosas requiriéndoles y amonestándoles que se vuelvan cristianos y reciban el agua del bautismo...

## Desarrollo
La situación de los indígenas encomendados era muy dura, pero la escasez de españoles en el Tucumán les permitía un cierto grado de autonomía. Cuando el gobernador Felipe de Albornoz llegó a Santiago del Estero a asumir su cargo, los curacas de los pueblos de indios enviaron sus representaciones a saludarlo, de acuerdo a una tradición que llevaba ya varias décadas. Entre ellos iban 200 indígenas diaguitas de Hualfín, con quienes el gobernador se disgustó y castigó mandándolos azotar y cortar el cabello; este último era el máximo insulto que se le podía hacer a un hombre de esa comunidad, de modo que el curaca de Hualfín, de nombre Chalimín —también citado como Chelemín— inició un alzamiento contra los españoles. A su convocatoria, los distintos pueblos intercambiaron flechas como símbolo de alianza y expulsaron o mataron a sus encomenderos. Las comunidades que participaron más activamente fueron los diaguitas de las actuales provincias de Catamarca y La Rioja, pero también tomaron parte de ella los calchaquíes, pulares y olongastas.
El alzamiento se inició en julio de 1630, con la matanza del encomendero Juan Ortiz de Urbina y su familia en el pueblo de Malcachisco, y a continuación hubo otros alzamientos en otras localidades. El gobernador Albornoz respondió con rapidez desde Salta, donde se encontraba, y dirigió una rápida expedición con doscientos españoles y trescientos indígenas hacia los Valles Calchaquíes, donde en mayo de 1631 fundó una ciudad que llamó Nuestra Señora de Guadalupe de Calchaquí, aunque se limitó a construir un fuerte. Satisfecho de la pacificación que había logrado en los Valles, regresó a Santiago del Estero, pero poco después le llegaron las noticias de un ataque al fuerte de Guadalupe en que habían sido muertos la mayoría de sus ocupantes, y otro en las cercanías de Londres, donde habían sido muertos once españoles.
Albornoz intentó una nueva campaña, pero antes de que esta diera resultado llegaron noticias de nuevos ataques en Londres y en la estancia de Pipanaco. El capitán Salvador Correa de Saá logró someter a los indígenas del valle de Aconquija, cuyos guerreros fueron capturados y ejecutados en San Miguel de Tucumán. Pero una expedición en auxilio de Guadalupe fue destrozada y el fuerte debió ser abandonado. Por su parte, Chalimín inició ataques masivos contra la ciudad de Londres, en la que causó grandes bajas y a la que privó de casi todo su ganado y caballos, además de cortar la provisión de agua. El teniente de gobernador Luis de Cabrera se vio obligado a evacuar la ciudad, y toda la población huyó hacia La Rioja.
En diciembre de 1631, Cabrera intentó atacar a los indígenas reunidos en Machigasta, pero fue derrotado y los diaguitas pusieron sitio a La Rioja, a la que atacaron violentamente por tres veces, aunque sin lograr su destrucción. Cabrera fortificó entonces la quebrada por donde llegaba el agua a la ciudad, y envió al capitán Gregorio de Luna hacia la sierra de Los Llanos a perseguir a los indios del pueblo de Atiles —de la etnia olongasta— a quienes causó gran cantidad de bajas. Un nuevo ataque en el fuerte de la toma de agua terminó en una matanza de indígenas. Un refuerzo venido desde San Miguel a través del valle de Catamarca alivió la situación angustiante que vivía La Rioja.
El gobernador de Chile, Francisco Laso de la Vega, envió un contingente a ayudar a los españoles del Tucumán; en el camino derrotó a los indígenas que se habían sublevado en San Agustín del Valle Fértil y desde allí marchó hacia Guandacol, donde mató a muchos indígenas y capturó a sus mujeres y niños, regresando luego a Chile.
El teniente de gobernador Cabrera marchó hacia Famatina y Guandacol, encontrando los pueblos vacíos: las parcialidades indígenas se habían retirado hacia el norte; de modo que atacó en el destruido pueblo de Tinogasta, donde obtuvo primero una victoria y consiguió capturado al cacique calchaquí Coronilla —que fue ejecutado por descuartizamiento— pero luego fue derrotado y obligado a regresar a La Rioja. Pese a que Chalimín permanecía en armas, consideró que había logrado pacificar la jurisdicción de La Rioja.
La Real Audiencia de Charcas decidió relevar del mando militar a Albornoz y reemplazarlo por Antonio de Ulloa, que además reemplazaría al gobernador por un año en sus funciones civiles. A fines de marzo de 1633, Ulloa hizo una entrada con 270 españoles y 500 indios yanaconas a los Valles Calchaquíes, donde logró causar algunos daños y destruir sus propias cabalgaduras, por lo que se vio obligado a regresar a Salta. Por su parte, Cabrera atacó desde La Rioja los pueblos del oeste de la sierra de Ambato, logrando someter a Saujil, Pisapanaco, Mutquín y Colpes. El 15 de septiembre de 1633 refundó la ciudad de Londres, en Pomán, con todas las formalidades de la ley, y donde obligó a asentarse a quienes habían huido de la ciudad anterior hacia La Rioja.
Para retomar posesión del territorio, los españoles aplicaron una política de terror, colocando en los caminos de cuerpos ahorcados y mutilados, cabezas cortadas en picas y ejecuciones públicas atroces, con descuartizamientos y exhibición de miembros mutilados.
A principios de 1634, el gobernador Albornoz tomó nuevamente el mando de la guerra y refundó Guadalupe de Calchaquí. Cabrera, disgustado con el gobernador, abandonó el mando de las tropas, que pasaron a ser comandadas por Pedro Ramírez de Contreras, teniente de gobernador de Londres. Chalimín atacó Famatina, con lo que lo único que logró fue atraer al grueso de las tropas españolas en su persecución. 
Tras un primer ataque infructuoso, Ramírez de Contreras persiguió a Chalimín y a sus hombres durante dos años, fundando entre medio el fuerte del Pantano en Machigasta y el de San Felipe de Andalgalá. Finalmente, en 1637 ingresó al valle de Hualfín y logró capturar a Chalimín, que fue ahorcado y descuartizado. Los sobrevivientes huyeron a los Valles Calchaquíes.
Por su parte, el gobernador Albornoz hizo una campaña prolongada en los Valles Calchaquíes, en que no hubo grandes batallas, pero logró hostigar a los indígenas lo suficiente como para que se sometieran a la encomienda. No fundó ciudades, y los jesuitas fundaron dos misiones permanentes en Santa María y San Carlos.  Una vez rendida la resistencia en los Valles, Albornoz volvió sobre los hualfines, dirigidos por el hijo de Chalimín, y los derrotó y apresó. Desde allí, los cuatrocientos hualfines y abaucanes sobrevivientes fueron enviados a la ciudad de Córdoba en carácter de encomendados.
El resultado de los siete años de guerra fue una gran cantidad de muertos entre los indígenas, que además debieron admitir su completo sometimiento a la encomienda, al menos en la región diaguita. Los Valles Calchaquíes fueron sometidos a una encomienda más nominal que real, y ejercieron como refugio a los indígenas huidos desde el sur.